# Новоуптіно
Новоу́птіно (рос. Новоуптино, башк. Яңы Опто) — присілок у складі Чишминського району Башкортостану, Росія. Входить до складу Новотроїцької сільської ради.
Населення — 33 особи (2010; 38 у 2002).
Національний склад:
- татари — 42 %
- башкири — 26 %